# Uroš Pavlović
Uroš Pavlović (serbisch-kyrillisch Урош Павловић; * 25. Oktober 1998 in Smederevo, BR Jugoslawien) ist ein serbischer Handballspieler.

## Karriere

### Verein
Der 1,93 m große Kreisläufer spielte in Serbien für den RK Partizan Belgrad, mit dem er am EHF Challenge Cup 2016/17 teilnahm, und für Dinamo Pančevo, mit dem er am EHF Challenge Cup 2019/20 und am EHF European Cup 2022/23 teilnahm. Seit 2023 läuft er für Metaloplastika Šabac auf.

### Nationalmannschaft
Bei den Mittelmeerspielen 2022 gewann Pavlović mit der serbischen A-Nationalmannschaft die Bronzemedaille. Bisher bestritt er mindestens sechs Länderspiele, in denen er drei Tore erzielte.